# Pericycos teragramus
Pericycos teragramus es una especie de escarabajo longicornio del género Pericycos, tribu Monochamini, subfamilia Lamiinae. Fue descrita científicamente por Gilmour en 1950.

## Descripción
Mide 19-24 milímetros de longitud.

## Distribución
Se distribuye por Malasia.